# 旋风少女
《旋风少女》，2015年中国大陆电视剧，湖南卫视自制剧集，是湖南卫视「青春进行时」系列剧第五部剧，改编自明晓溪同名青春小说《旋风百草》。第1季由胡冰卿、杨洋等主演， 2016年,第2季由安悦溪、池昌旭等主演。
1季: 第1季于2015年4月举行开机仪式。本剧第一季用《旋风少女》之名在湖南卫视首播，但是在国家广播电影电视总局电视剧管理司中，卻用《燃烧的青春》之名备案。
2季: 第2季于2016年3月举行开机仪式。 第二季用《旋风少女2》之名在湖南卫视首播，但是在国家广播电影电视总局电视剧管理司中，卻用《青春旋风》之名备案。

## 故事
- 1季:

孤兒戚百草在為受冤取消資格的師父曲向南的過程中，進入松柏道館練習，和松柏道館的夥伴共同成長、競爭、比拼，友情和愛情走過段不一樣的歷程。百折不撓的元武道天才百草、冷漠的大師兄若白、霸道的方廷皓以及溫柔的喻初原的多角戀。最後喜歡若白。尾聲時若白因病送醫，百草漸漸在元武道界嶄露頭角。
- 2季:

若白師兄的離開，是松柏道館眾人深埋心中的傷痛。百草更是強顏歡笑，每日雖然正常訓練，但大家都看出她的勉力支持。美國風雲道館為了推廣元武道，特別舉辦了美少女挑戰賽，百草為了參加市青賽，來到挑戰賽現場見沈檸教練一面；與此同時，遠在美國的喻初原打了一通電話，拜託一名神秘男子到岸陽松柏道館當教練。

## 演員表

### 主要演員
| 演員 第一季                                      | 演員 第二季                                      | 角色   | 簡介 |
| 胡冰卿 童年:王誉颖                               | 安悦溪 童年:蒯伊琳                               | 戚百草 | 松柏道馆学员 绝招—旋风三连踢、旋风下劈、雙重旋風三連踢（第二季） 倔强坚韧，天赋过人，勤奋刻苦。 六岁时因父母双亡，被曲向南收留，居住于全胜道馆。 认定曲向南为唯一的师父，并向其学习元武道。 在全世界都因为兴奋剂事件唾弃曲向南的时候，只有百草无条件信任他。 第一季被赶出全胜道馆后加盟松柏道馆。 第一季曾经喜欢过喻初原，曾為其女友，事实上生活与元武道道路上却渐渐离不开若白，一度认为若白所送的草莓发夹为初原所送，也是廷皓爱慕并追求之对象。 第二季中虽然得知若白已去世之消息，但依旧认为若白始终没有离开自己，一直在自己的身边。也因对于若白的承诺与期许，为了争取市青赛的名额积极努力，接受长安嚴格的训练方式。 第二季虽被廷皓再次告白却无动于衷，甚至认为廷皓与光雅正在交往。 抱傷出戰市青賽，將方婷宜KO導致重傷昏迷，因自責而消失了一年多，最後因長安及曉瑩、光雅的勸說下重新回到元武道世界。 因為曾重創婷宜，而無法與人對戰，最後由長安教導“寸止”，達到能夠擊敗對手，卻又能夠收放自如的境界，最終打敗尹秀。最後一集中，沒答應當長安的女友，同時也沒拒絕他。真正喜欢的是若白。 |
| 杨洋 童年:林熙皓                                 | -                                                | 若白   | 松柏道馆大师兄 表面严厉，实则內心深情。 从小苦练元武道，视初原为榜样，想要成为像他一样出色的元武道选手。 发现百草是一名元武道可造之材，并对其悉心教导和栽培。 喜欢百草，默默守护她，愿意因为她放弃他元武道道路上的成就与前途，成为她元武道道路上和生活中不可缺少之人。 与初原廷皓情同兄弟，因不谅解为何初原无故退出元武道界，为何廷皓处处针对松柏道馆而决裂。 目前众人得知的消息其是因患有家族遗传的心脏病而去世。 第二季以回忆式友情出镜。 |
| -                                                | 池昌旭 童年:丁程鑫 少年:王思尧                   | 长安   | 松柏道馆现任教练 前美国风云道馆总教官 神级教练，目光犀利，冷若冰川。 亦是职业元武道界最出色的少年教官，也是最冷血的魔鬼教官。 受喻初原嘱托代替训练百草，帮松柏度過难关。 运用残酷的训练方式来训练百草是为了开发她无限的潜能。 患有腿伤。 第二季第一集中，由喻初原致电邀请他担任松柏道馆总教练一职。 对于因自己残酷冷血的训练方式间接害死星耀之事耿耿于怀。 因星耀的死无法得到方廷皓的谅解，并被其处处针对。最後在職業聯賽與方廷皓對打，以一分獲勝。最後一集中對百草告白。 |
| 陈翔 童年:盛梓航（第一季） 童年:黄天崎（第二季） | 陈翔 童年:盛梓航（第一季） 童年:黄天崎（第二季） | 方廷皓 | 贤武道馆师兄 世界级冠军，与方婷宜是明星兄妹。 霸道总裁，心地善良，天赋异禀，天真又孩子气。 出生于元武道世家，曾与初原和若白情同兄弟，却因母亲的意外怀恨在心，处处针对松柏道馆。 机缘巧合下结识百草，并展开了炙熱的追求。 为了在短期内挑战初原，儿时曾经前往风云道馆受训。 第一季为少女宗師李恩秀的爱慕对象。 第二季为曲光雅爱慕对象，并被其告白却婉拒了她。在百草与众人心中认为光雅在与其交往，然而廷皓心中挂念喜欢在乎的却只有百草。 虽明知百草心中只有若白却再次当众向百草告白的他，又被百草无动于衷的态度婉拒。 第二季中，因好友星耀的死加上无法认同长安以那么冷血的训练方式训练百草，让他无法谅解长安，甚至仇视他处处针对他，让他别接近松柏道馆的任何人。 市青賽中，因妹妹婷宜受傷昏迷而性情大變，加入了美國風雲道館。在職業聯賽中與有腿傷的長安對打，以一分之差輸了，但其實暗地放水。 |
| 白敬亭 童年:熊竞宇                               | -                                                | 喻初原 | 松柏道馆师兄 喻世松之养子，李云岳宗师之子，李恩秀同父異母之哥哥。 前任世青赛冠军，得知真实身分后退出元武道，后从医。 第一季在百草需他的时候为她疗伤，倾听百草的心声，並渐渐愛上了她，曾為其男友。 与方婷宜是青梅竹马，却当其为妹妹般宠爱和疼爱。 与若白，廷皓情同兄弟，曾经因一系列事件与意外决裂，后因渐渐了解真实原因后和好。 于第二季第一集中，亦枫口中透露喻馆长与其待在美国并未回国以及致电长安让他出任松柏道馆总教练一职。（以通话方式友情出镜） |
| 吴磊                                             | 吴磊                                             | 胡亦枫 | 松柏道馆二师兄 风流倜傥， 技能精湛，应变灵活。 时不时打个哈欠，与晓莹是一对欢喜冤家。在之后与晓莹的相处中喜欢上了晓莹。 第一季和若白是松柏的得分猛将，若白的室友，也是作为“旁观者”默默注视着若白各种关心照顾百草。 第二季因若白的死蜕变为更成熟稳重并且有责任感。 第二季中因与初原通话时认为初原一直待在美国事有蹊跷，怀疑也许若白并没有去世而是到了美国接受治疗，因此前往美国一探究竟，不久後回國，對美國的事情避重就輕。 與百草和曉瑩參加新加坡三人挑戰賽。 |
| 谭松韵                                           | 谭松韵                                           | 范晓莹 | 松柏道馆学员 活泼俏皮， 可爱灵动 。百草的好闺蜜，天生乐天派。 第一季曾经喜欢若白并高调追求却得不到若白的回应，后发现若白与百草之间的关系不一般。 与亦枫是一对欢喜冤家。 第二季与亦枫和路飞鱼有感情线。 |
| 趙圓瑗                                           | 趙圓瑗                                           | 方婷宜 | 賢武道館師姐 绝招—霹靂煙花踢（第二季） 元武道女子高手，方廷皓之妹，出生於元武道世家，與方廷皓是元武道明星兄妹。 美麗自信，驕傲女王。為元武道女子比賽的常勝軍，與喻初原是青梅竹馬，喜歡喻初原，所以對於初原所愛慕的百草有敵意，因嫉妒而處處針對百草，兩人更是賽場上的勁敵。 第二季中看著百草進步飛快，決定前往美國風雲道館接受殘酷訓練，企圖短時間內實力達到顛峰。 第二十二集中與百草對戰，因為先前苦練絕招霹靂煙花踢，無形中讓腦部受到傷害，以至於對戰中時而恍惚，無法躲開攻擊，被百草擊倒成了植物人。 最後與百草和好，努力做復健，希望早日回到賽場。 |
| 雨婷儿 童年:冯婉怡                               | 雨婷儿 童年:冯婉怡                               | 曲光雅 | 松柏道馆成员 前全胜道馆成员 曲向南与沈媛之女，沈檸之外甥女，与百草情同姐妹。 傲娇，温暖，善良，刀子嘴豆腐心。 表面上看起來很讨厌百草，事实上非常关心她。 因父亲曲向南的冤屈得洗，变得不再自卑。 第二季中喜欢廷皓，并向其告白却被其婉拒，但在百草与松柏众人眼中认为廷皓与其正在交往。 |
| -                                                | 王子璇 童年:蔡欣妍                               | 李尹秀 | 风云道馆成员 绝招—橫掃千軍腿（第二季） 神秘冷豔，实力不俗。元武道世家之女，少女宗師李恩秀的妹妹，幼時因天生平足而不被看好前途，受人奚落而有心理陰影，認為只有成為最強者，才能獲得他人的肯定。 奉水沉舟之命，逼長安回風雲道館，用一連串手段處處打壓松柏道館。奉行強者為尊，想要成为风云道馆最强者。 在戚百草失蹤一年后的比赛上大放异彩，成为炙手可热的元武道新秀。在岸陽職業聯賽中屢戰屢勝，最終卻輸給了百草。 |
| 蔣依依                                           | 蔣依依                                           | 金敏珠 | 昌海道馆成员 絕招－連環十八踢 傲娇机敏，人小鬼大，嚣张跋扈。 天不怕，地不怕，唯独忌惮师兄闵胜浩。 第一季因兴奋剂事件厌恶曲向南，因而对岸阳元武道选手有偏见。曾在日本美少女挑戰賽中以連環十八踢，打敗狀態不佳的百草。 |
| -                                                | 郭俊辰 童年:龚俊泽                               | 路飞鱼 | 新加坡松柏道馆少馆主 绝招—子弹时间 异次元神秘BOY，時常吟詩感傷。柔韧性极佳，喜欢范晓莹。 为了遵从先祖遗训而来到岸阳，只为争夺正宗松柏道馆之名。最後與松柏道館參加岸阳的職業聯賽。 |
| 焦恩俊                                           | 焦恩俊                                           | 曲向南 | 全胜道馆教练 百草的师父，光雅的父亲，沈媛之夫。 曾为元武道国际级选手，因为陷入兴奋剂风波，因此退出元武道界。 受众人唾弃后颓废酗酒，连亲生女儿都以他为耻，只有百草无条件信任他。 于第一季结尾真相大白，洗刷冤屈后重返元武道界。 曾因兴奋剂事件打败金一山，被金敏珠视为讨厌的对象。 |

### 次要演員

#### 松柏道馆
| 演員 第一季 | 演員 第二季 | 角色   | 簡介 |
| 李强        | -           | 喻世松 | 松柏道馆馆长 喻初原养父，第一季极为信任若白，经常把馆内事务交于其管理。                                                                   |
| -           | 池昌旭      | 长安   | 松柏道馆现任教练 详见主要角色 |
| 杨洋        | -           | 若白   | 松柏道馆大师兄 百草元武道导师，极为喻世松信任，经常代為管理馆内大小事务。 详见主要角色                                                    |
| 余浩洋      | -           | 吴秀琴 | 松柏道馆大师姐 与吴秀达是姐弟。第一季曾经因为百草比自己更出色更有潜质而讨厌她。后因意外无法参加道馆挑战赛，百草代其出赛，才渐渐对其释怀。 |
| 白敬亭      | -           | 喻初原 | 松柏道馆师兄 曾为元武道选手，后学医。 详见主要角色                                                                                        |
| 吴磊        | 吴磊        | 胡亦枫 | 松柏道馆二师兄 与曉螢是一對歡喜冤家。 详见主要角色                                                                                        |
| 胡冰卿      | 安悦溪      | 戚百草 | 松柏道馆成员 第一季为若白栽培，悉心教导的对象。 第二季因若白的离开，由长安接手教导。 详见主要角色                                         |
| 谭松韵      | 谭松韵      | 范晓莹 | 松柏道馆成员 百草闺蜜，与亦楓是一對欢喜冤家。 详见主要角色                                                                                |
| 雨婷儿      | 雨婷儿      | 曲光雅 | 松柏道馆成员 前全胜道馆学员，百草好姐妹。                                                                                                 |
| 高广泽      | 高广泽      | 杨睿   | 松柏道馆成员 百草、吴秀达好友。 |
| 李季        | 李季        | 茵茵   | 松柏道馆成员 第一季原先不谅解百草，后成为其好友。                                                                                         |
| 李泽        | 李泽        | 吴秀达 | 松柏道馆成员 吴秀琴弟弟。 |
| 郄路通      | 柴蔚        | 宋萍萍 | 松柏道馆成员 第一季原先不谅解百草，后成为其好友。                                                                                         |

#### 全胜道馆
| 演員 第一季 | 演員 第二季 | 角色   | 簡介 |
| 冯鹏        | -           | 郑渊海 | 全胜道馆馆长 为了重振全胜道馆，不惜违背元武道精神，以卑劣手段取胜。 后被耿直的百草无意揭穿，一时气愤下把百草赶出道馆。                                                     |
| 焦恩俊      | 焦恩俊      | 曲向南 | 全胜道馆教练 百草的师父，光雅的父亲。 详见主要角色 |
| 雨婷儿      | 雨婷儿      | 曲光雅 | 全胜道馆成员 曲向南与沈媛之女，第一季为全胜道馆学员，第二季为松柏道馆成员。 详见主要角色 参见松柏道馆                                                                      |
| 胡冰卿      | 安悦溪      | 戚百草 | 曲向南徒弟 被曲向南收留，但全胜道馆因曲向南兴奋剂事迹而从来不承认百草的存在，后将其踢出。 因心里只承认曲向南这一位师父，后答应其道松柏道馆学习。 详见主要角色 参见松柏道馆 |

#### 贤武道馆
| 演員 第一季 | 演員 第二季 | 角色   | 簡介                                |
| 王德顺      | 王德顺      | 万馆主 | 贤武道馆老馆主 方廷皓，方婷宜外公。 |
| 陈翔        | 陈翔        | 方廷皓 | 贤武道馆大师兄 详见主要角色         |
| 杨太郎      | 黄圣池      | 申波   | 贤武道馆二师兄                      |

#### 韩国昌海道馆
| 演員 第一季 | 演員 第二季 | 角色   | 簡介 |
| 李昊翰      | -           | 李云岳 | 昌海道馆馆主 元武道宗师，喻初原和李恩秀、尹秀的父亲。 |
| 孙立石      | 孙立石      | 金一山 | 昌海道馆前辈 金敏珠父亲，曲向南对手。曾在“兴奋剂”事件里败给曲向南。 |
| 张泰勋      | 张泰勋      | 闵胜浩 | 昌海道馆大师兄 谦恭有礼，实力选手。 金一山爱徒，唯一能制伏金敏珠的人。 第一季中成为世青赛男子组冠军，曾被若白、廷皓击败。 喜歡李恩秀。 |
| 张雪迎      | -           | 李恩秀 | 昌海道馆成员 少女宗師 为人善良乐观，毫无心机，天賦異稟。元武道界女子第一人，年紀輕輕便獲得少女宗師的稱號。 云岳宗師之女，喻初原同父异母的妹妹，尹秀的姊姊。 喜欢方廷皓。 仅以单手即握住了百草百战百胜的旋风三连踢，出腿速度快到连腿影也看不见，拥有极高的天赋，能轻松自若地控制力量，實力深不可測，却十分谦虚。 |
| 蔣依依      | 蔣依依      | 金敏珠 | 昌海道馆成员 元武道女子选手， 金一山女儿，闵胜浩师妹。 详见主要角色 |
| 李砚        | -           | 民载   | 昌海道馆成员 金敏珠师弟。 |

#### 新加坡松柏道馆
| 演員 第一季 | 演員 第二季 | 角色   | 簡介 |
| -           | 郭俊辰      | 路飞鱼 | 新加坡松柏道馆少馆主 叶冲师侄。 详见主要角色                                                                   |
| -           | 孔垂楠      | 叶冲   | 新加坡松柏道馆掌舵人 路飞鱼小师叔。腿法精湛，移动灵活。 为了遵从先祖遗训而来到岸阳，只为争夺正宗松柏道馆之名。 |

#### 美国风云道馆
| 演員 第一季 | 演員 第二季             | 角色   | 簡介 |
| -           | 池昌旭 童年:丁程鑫      | 长安   | 风云道馆前总教官 松柏道馆现任教练 第一高手，喜欢百草。 详见主要角色 参见松柏道馆                                                        |
| -           | 王子璇 童年:蔡欣妍      | 李尹秀 | 风云道馆成员 神秘冷豔，实力不俗。元武道世家之女，少女宗師李恩秀的妹妹。 詳見主要角色                                                    |
| -           | 童年:荣梓杉             | 周星耀 | 风云道馆前成员 柔弱却倔强。 羡慕长安的强大，和廷皓是好朋友。 因为得了先天性心脏病，身体弱不能负荷风云道馆的训练方式，在滚轮训练中过世。 |
| -           | 童年:李俊豪 少年:程子龙 | 水沉舟 | 风云道馆成员 表面温柔，内心狠厉，控制欲强。 一心拓展风云的事业，长安的存在威胁他的位置。                                                |

#### 日本樱花流道馆
| 演員 第一季 | 演員 第二季 | 角色       | 簡介 |
| -           | 王晓娟      | 加藤百合   | 樱花流道馆成员 绝招—樱花杵 身高腿长力量大，攻势直白简单却最具杀伤力。 在美少女日本站挑戰賽，被百草以旋風下劈擊敗。 |
| -           | 苍杏奈      | 加藤银百合 | 樱花流道馆成员 绝招—樱花旋 日本青年女子赛季军，以旋转招式为主。 在美少女岸阳站挑战赛决赛时候因樱花流道馆要捍卫荣誉，比赛时被对方以哪个招式击败就必定会以对方的的招式赢回来，也因力量不如百草，所以整场比赛中实力与百草不相上下，打成平手。 最终被百草以两次连续的旋风三连踢击败。 |
| -           | 苍丽奈      | 加藤小百合 | 樱花流道馆成员 绝招—樱花雨 擅长防守反击。 在美少女岸阳站挑战赛被百草以力量提高的旋风三连踢击败。 |
| -           | 韩聪聪      | 小野洋子   | 樱花流道馆成员 |

#### 其他角色
| 演員 第一季 | 演員 第二季 | 角色     | 簡介 |
| 石筱群      | 石筱群      | 沈柠     | 岸阳训练营女教练 美丽犀利、酷劲十足。 曲向南小姨子，曲光雅阿姨，一直被视为榜样。第一季中為岸陽訓練營女教練，第二季僅在第一集的美少女挑戰賽中出現過。 |
| 马程程      | -           | 林凤     | 坚石道馆成员 人称「皮球凤」，弹跳力极佳。 曾在第一季道馆挑战赛败给百草。                                                                             |
| 黄筱琳      | -           | 梅玲     | 江北道馆成员 曾在第一季道馆挑战赛败给百草。 |
| 刘素云      | -           | 陈二英   | 普海道馆成员 曾在第一季道馆挑战赛败给曲光雅。 |
| 尹吉        | -           | 沈媛     | 曲向南妻子，沈柠姐姐，曲光雅母亲。 疼爱并视百草为己出，后因听闻“兴奋剂”事件而死于难产。                                                              |
| 徐薏雯      | -           | 若白媽媽 | 若白母亲 |
| 傅迦        | -           | 范爸爸   | 范晓莹父亲，视百草为一家人。 |
| 杨晓丹      | 杨晓丹      | 范妈妈   | 范晓莹母亲，视百草为一家人。 |
| 冯茗惊      | -           | 朴东元   | 元武道爱好者，兴奋剂事件制造者。 第一季结尾因被若白感动而出面为曲向南澄清真相。                                                                      |
| 闫鹏羽      | -           | 平川     | 第一季道馆挑战赛败给若白 |
| 肖芷姗      | -           | 封萍     | 第一季道馆挑战赛败给百草 |
| 叶子        | -           | 蓝英     | 第一季道馆挑战赛败给秀琴 |
| 余辛        | -           | 光头男   | 第一季提及因曾经在元武道比赛输给廷皓，愿赌服输剃光头。                                                                                               |
| -           | 邢菲        | 安小悦   | 管理遊艇員工，熱愛元武道的女孩 |
| -           | 陆凯        | 安教练   | 元武道理事會榮譽主席 |
| -           | 陈婧        | 傅玲     | |
| -           | 王紫璇      | 小女孩   | |

## 电视原声带

### 第1季
| 曲別   | 歌名       | 演唱者   | 作詞     | 作曲         |
| 片頭曲 | 燃燒吧青春 | 何洁     | 印子月   | 印子月       |
| 片尾曲 | 那個遠方   | 陳楚生   | 金玟岐   | 金玟岐       |
| 插曲   | 借過       | 印子月   | 印子月   | 印子月       |
| 插曲   | 痛快       | 金玟岐   | 金玟岐   | 金玟岐       |
| 插曲   | 還好遇見你 | 劉凹     | 歐陽尹路 | 彭博         |
| 插曲   | 忘了牵手   | 牛奶咖啡 | 牛奶咖啡 | 牛奶咖啡     |
| 插曲   | 星星       | 牛奶咖啡 | 格非     | Kiki         |
| 插曲   | 煙火       | 陈翔     | 高志远   | 金鑫、严艺丹 |

### 第2季
| 曲序 | 曲目                      |        | 作曲     | 演唱        |
| ---- | ------------------------- | ------ | -------- | ----------- |
| 1.   | 《冲动》（片头曲）        | 印子月 | 印子月   | 印子月      |
| 2.   | 《只是朋友》（片尾曲）    | 王梓赫 | 陈翔     | 陈翔        |
| 3.   | 《爱之光》（插曲1）       | 肖光伟 | 肖光伟   | 本兮        |
| 4.   | 《你有没有想过》（插曲2） | 印子月 | 印子月   | 徐浩        |
| 5.   | 《梦里的星》（插曲3）     | 仓雁彬 | 仓雁彬   | 陈楚生      |
| 6.   | 《落空》（插曲4）         | 印子月 | 印子月   | 印子月      |
| 7.   | 《我不怕战斗》（插曲5）   | 王帅   | 井上智德 | Idol School |
| 8.   | 《超级战队》（插曲6）     | 王帅   | 井上智德 | Idol School |
| 9.   | 《树叶的光》（插曲7）     | 于洛熙 | 李亮     | 徐菲        |
| 10.  | 《如果可以》（插曲8）     | 徐云霄 | 徐云霄   | 胡夏        |

## 剧集回响
该剧取得了商业上的成功，自播出以来一直位居同档期第一；在CSM50的平均收视率为1.68%，全国平均收视率为2.43%，成为2015年中国收视率最高的电视剧之一。已有20亿人在芒果TV上观看了该剧。TV]].

## 收視率
由CSM50数据参考而来，收视率包括全天收视指数和市场（收视）份额参数
| 季  | 平台     | 平均收视率 |
| --- | -------- | ---------- |
| 1季 | 湖南卫视 | 1.686      |
| 2季 | 湖南卫视 | 1.085      |

## 生产
边拍边播，7月底杀青。第2部将加入新剧情，于2016年3月20日开拍，2016年7月4日杀青，并已定于7月20日湖南卫视播出。百草一角改為安悦溪出演，携手男主角池昌旭领军“原班人马”组成新旋风军。

### 花絮
- 第1季百草一角原為徐嬌主演，因身體問題而辭演[17]。
- 第2季百草一角由《花千骨》糖宝扮演者安悦溪接棒主演。胡冰卿因档期问题无法出演第2季，陷入“违约”事件。[18]
- 第1季男主角若白的扮演者杨洋也因档期问题辞演第2季，由韩星池昌旭接棒主演，饰演全新角色长安。[19]
- 第2季演员阵容不仅有第1季原班人马再度回归，安悦溪、池昌旭加盟之外，《太子妃升职记》杨严扮演者郭俊辰将以路飞鱼、北电校花王子璇将以尹秀一角，作为新人物加入新旋风军团。[20]

## 獎項與提名
| 年份 | 颁奖典礼                            | 奖项                         | 入圍者             | 结果 | 備註   |
| ---- | ----------------------------------- | ---------------------------- | ------------------ | ---- | ------ |
| 2015 | China TV Drama Ceremony: Jury Award | Best New Actor               | 白敬亭             | 提名 | [ 21 ] |
| 2015 | 第28届中国电视金鹰奖                | 优秀电视剧                   | 《旋风少女》第一季 | 獲獎 | [ 21 ] |
| 2016 | China TV Drama Ceremony: Jury Award | Youth Breakthrough Actor     | 吴磊               | 獲獎 |        |
| 2016 | China TV Drama Ceremony: Jury Award | Top TV Series                | 旋风少女》第二季   | 獲獎 |        |
| 2017 | 22nd Huading Awards                 | Best Newcomer in a TV Series | 譚松韻             | 獲獎 |        |